# Симеон (Шостацкий)
Митрополи́т Симео́н (в миру Влади́мир Ива́нович Шоста́цкий, укр. Володимир Іванович Шостацький; 3 ноября 1962, село Райковцы, Хмельницкий район, Хмельницкая область, УССР) — епископ Православной церкви Украины (с 2019), митрополит Винницкий и Барский.
Ранее — епископ Украинской православной церкви (Московский патриархат).
Тезоименитство — 14 сентября (Преподобного Симеона Столпника).

## Биография
Родился 3 ноября 1962 года в селе Райковцы Хмельницкой области в крестьянской семье.
В 1980 году окончил среднюю школу. В 1980—1982 годах служил в Советской армии.
В 1983—1987 годах учился в Винницком медицинском институте. По собственным словам, во время учёбы понял, что хочет посвятить свою жизнь служению Церкви и поэтому обратился за советом к духовнику Троице-Сергиевой лавры архимандриту Кириллу (Павлову), который посоветовал ему бросить институт.
В 1987 году поступил в Московскую духовную семинарию.
6 декабря 1990 года в московском Даниловом монастыре принял монашеский постриг с именем Симеон в честь Симеона Столпника.
С 1990 по 1994 год нёс послушание смотрителя Патриаршей резиденции в Даниловом монастыре города Москвы.
14 января 1991 года рукоположён во иеродиакона, 28 апреля — во иеромонаха. В том же году окончил Московскую духовную семинарию.
Осенью 1994 года возвратился на Украину, стал насельником Киево-Печерской лавры и одновременно слушателем Киевской духовной академии.
7 апреля 1995 года был возведён в сан игумена, а 23 ноября — архимандрита.
3 мая 1996 года решением Священного синода Украинской православной церкви (УПЦ) ему определено быть епископом возрождённой Владимир-Волынской епархии. 4 мая 1996 год в храме святых Антония и Феодосия Киево-Печерских хиротонисан во епископа Владимир-Волынского и Ковельского и на следующий день прибыл во Владимир-Волынский.
14 мая 2002 года возведён в сан архиепископа.
10 июня 2007 года решением Священного синода УПЦ освобождён от управления Владимир-Волынской епархией и назначен архиепископом Винницким и Могилёв-Подольским.
9 июля 2011 года во время литургии под открытым небом на площади перед Успенским собором Киево-Печерской лавры митрополитом Владимиром (Сабоданом) возведён в сан митрополита.
5 января 2013 года в связи с выделением из состава Винницкой епархии Могилёв-Подольской епархии титул изменён на Винницкий и Барский.
13 августа 2014 года на выборах нового предстоятеля Украинской православной церкви получил в первом туре девять голосов, а во втором — один.

### Разрыв с Украинской православной церковью и переход в ПЦУ (2018)
13 ноября 2018 года Собор епископов УПЦ МП в Киево-Печерской лавре решил, что епископы, духовенство и миряне УПЦ не будут участвовать в создаваемой Константинопольским патриархатом автокефальной церкви Украины. Симеон стал единственным из 83 присутствовавших архиереев, не поддержавшим постановление Собора. Кроме того, на Соборе обсуждалось возможность встречи иерархов УПЦ с президентом Украины Петром Порошенко. Порошенко настаивал, чтобы встреча произошла в «Украинском доме», а предстоятель УПЦ митрополит Онуфрий хотел провести её в Киево-Печерской лавре. По данным сайта strana.ua, «в условиях полного неприятия его позиции в рядах епископата УПЦ митрополит Симеон растерялся и морально „поплыл“, он так и не смог внятно ответить на прямой вопрос митрополита Запорожского и Мелитопольского Луки относительно того, собирается или нет Симеон покидать УПЦ ради карьеры в религиозной структуре, создаваемой с подачи Константинополя».
В тот же день наряду с Александром (Драбинко) и Филаретом (Зверевым) Симеон отправился на встречу с президентом Украины Порошенко. Как написал сайт glavcom.ua, митрополита Симеон называли «одним из ближайших епископов УПЦ МП к главе государства. Симеон возглавляет епархию, которую также считают вотчиной и президента, и премьер-министра».
В интервью агентству Укринформ, опубликованному 15 ноября, отмечал: «Я никогда раньше не скрывал, что являюсь сторонником автокефалии, но, как и большинство наших архиереев, ожидал, что мы получим её от Русской православной церкви. Этот путь мы имели в виду, когда говорили о получении автокефалии каноническим путём. Но последние решения, принимаемые в Московской патриархии, и риторика, звучащая от нашего руководства из Москвы, не даёт оснований ожидать такой автокефалии <…> С нами или без нас, она будет создана, и мне жаль, что мы добровольно выводим себя из этого процесса, хотя могли бы, как крупнейшая Православная церковь на Украине, которая насчитывает 12 тысяч приходов, возглавить этот процесс и даже диктовать свои условия».
14 декабря патриарх Константинопольский Варфоломей тайно, грамотой на имя Симеона подтвердил принятие его в юрисдикцию Константинопольского патриархата, по его обращению, вместе с его «непорочным клиром и благочестивым народом, освобождая от всякой ответственности, или обвинения, или любого другого прещения, налагаемого на Вас каким бы то ни было церковным органом, и полностью принимая всё, что Вы делали как епископ и пастырь». Тогда же и так же был принят в Константинопольский патриархат и Александр (Драбинко). Таким образом, на объединительный собор эти иерархи отправились в качестве представителей уже Константинопольского, а не Московского патриархата (решение синода Константинопольского патриархата 9—11 октября 2018 года отменяло правовые последствия Синодального письма 1686 года, значение чего представитель Константинопольского патриархата при Всемирном совете церквей архиепископ Иов (Геча) разъяснил следующим образом: «Отменой акта 1686 года отменена администрация Московской церковью Киевской митрополии и всех епархий в Украине. С канонической точки зрения это означает, что сегодня на Украине УПЦ МП больше не существует. Все архиереи теперь в Украине, согласно этому решению синода, де-факто являются архиереями Вселенского престола, и они теперь должны ждать директиву Вселенского патриархата относительно своего дальнейшего функционирования и существования в перспективе предоставления автокефалии Православной церкви в Украине.»)
15 ноября духовенство Винницы, вопреки позиции митрополита Симеона, на экстренном собрании почти единогласно осудило вмешательство Константинополя в церковные дела Украины и выразило поддержку митрополиту Онуфрию. 19 ноября в Виннице митрополит Симеон заявил, что за 22 года своего архиерейского служения «никогда не говорил и тем более никого не заставлял идти выступать против Церкви», подчеркнув, что всегда выступал и выступает за единство мирового православия и православия на Украине.
15 декабря принял участие в Объединительном соборе православных церквей на Украине, заняв место в президиуме Собора как представитель Украинской православной церкви, хотя фактически таковым не являлся. На Соборе кандидатура Симеона была выдвинута на выборах предстоятеля новосозданной Церкви. По словам Филарета (Денисенко), президент Порошенко убеждал участников «объединительного собора» голосовать за Симеона в обмен на 20 тысяч долларов. В итоге Симеон уступил 20 голосов Епифанию (Думенко) из Киевского патриархата. В тот же день председатель синодального информационно-просветительского отдела УПЦ МП архиепископ Климент (Вечеря) сообщил, что Александр (Драбинко) и Симеон (Шостацкий) «создают новую церковь и туда переходят» и «к УПЦ они больше не имеют никакого отношения», отдельно отметив, что «мы будем констатировать, что они перешли в раскол, и сообщим в поместные Церкви, что в диптихе канонических епископов Украины они больше не значатся», а председатель отдела внешних церковных связей Московского патриархата митрополит Иларион (Алфеев) сравнил их поступок с предательством Иуды Искариота.
16 декабря во время литургии в Преображенском соборе в Виннице Симеон подтвердил переход в новосозданную Православную церковь Украины: по сообщению пресс-службы Винницкой епархии, «после литургии архипастырь обратился к собравшимся и, в частности, рассказал о своём участии в Объединительном соборе, который состоялся накануне в Киеве и на котором была утверждена Православная церковь Украины».
17 декабря Синод Украинской православной церкви констатировал, что «участие Преосвященного митрополита Винницкого и Барского Симеона в так называемом объединительном соборе, который состоялся 15 декабря 2018 года, является уклонением в раскол, грубым нарушением архиерейской присяги, Постановления Собора епископов Украинской Православной Церкви от 13 ноября 2018 года и решения Священного Синода Украинской Православной Церкви от 7 декабря 2018 года», в связи с чем он был уволен с Винницкой кафедры и запрещён в священнослужении. Кроме того, Синод подчеркнул, что «евхаристическое общение с ним отныне прекращается». Такие меры были приняты и в отношении митрополита Александра (Драбинко). Светские СМИ ошибочно сообщили, что оба митрополита были «преданы анафеме».
28 декабря 2018 года Симеон обратился в Винницкий городской суд с иском к Украинской православной церкви и к митрополиту Киевскому и всея Украины Онуфрию «о восстановлении на работе», а также просил суд запретить новоназначенному архиепископу Винницкому и Барскому Варсонофию приступить к исполнению своих обязанностей в качестве управляющего Винницкой епархией УПЦ. УПЦ заявила, что воспринимает «стрессовое состояние и духовную дезориентацию митрополита Симеона» и видит «в его фактических действиях намерение вернуться к архиерейскому служению в Украинской Православной Церкви»: если «митрополит Симеон считает себя клириком вновь созданной „Православной Церкви Украины“, то его восстановление в УПЦ возможно через покаяние», а если он считает себя «клириком Константинопольского Патриархата, его восстановление возможно при наличии отпускной грамоты и согласия Патриарха Варфоломея о возвращении его в состав Украинской Православной Церкви». По заявлению Симеона Винницкий городской суд вынес решение запретить вносить в Единый реестр юридических лиц изменения в части руководства управления Винницкой епархией УПЦ.

### Иерарх ПЦУ
Перейдя в ПЦУ, лишился большей части приходов, в его ведении остался кафедральный собор в Виннице и около двадцати мелких приходов в окрестных сёлах. Подобную ситуацию он объяснил тем, что Московский патриархат якобы предлагал деньги священникам Винницкой епархии, чтобы они не переходили в ПЦУ, что было категорически опровергнуто со стороны УПЦ: «митрополиту Симеону время от времени задают неудобные вопросы: как случилось, что единственный правящий архиерей УПЦ, перешедший в ПЦУ, не смог перевести в новосозданную структуру епархию, в которой прослужил 11 лет? Почему из более чем 300 священников, подчинённых митрополиту Симеону, за ним пошло лишь 17? Что заставляет духовенство и верных Винницкой епархии в течение последних полугода, выдерживая огромное давление со стороны активистов ПЦУ и отдельных представителей местной власти, не предавать Своей Церкви?».

## Награды

### Государственные
- Орден князя Ярослава Мудрого IV степени (Украина, 13 января 2019) — за вклад в утверждение духовности, милосердия и межконфессионального согласия, весомые личные заслуги в развитии независимой Православной Церкви Украины, многолетнее добросовестное служение Украинскому народу[42]
- Орден «За заслуги» III степени (Украина, 13 ноября 2002)
- Юбилейная медаль «25 лет независимости Украины» (Украина, 19 августа 2016)

### Церковные
Украинская православная церковь Московского патриархата
- Юбилейный орден «Рождество Христово — 2000» I степени (2000 год)
- Орден святителя Феодосия Черниговского (6 июля 2011) — «по случаю 15-летия архиерейской хиротонии»[43]
- Знак отличия Предстоятеля УПЦ (4 ноября 2012)[44]

Польская православная церковь
- Орден святой равноапостольной Марии Магдалины

Русская православная церковь
- Орден святого преподобного Серафима Саровского II степени (3 ноября 2012)[45]

Александрийская православная церковь
- Золотой крест Ордена преподобного Саввы Освященного (5 марта 2023)[46]

## Комментарии
1. ↑  О грамоте патриарха Варфоломея стало известно лишь 17 декабря.